# Pelourinho de Frossos
O Pelourinho de Frossos, também referido como Pelourinho de Froços, localiza-se na freguesia de Frossos, no município de Albergaria-a-Velha, distrito de Aveiro, em Portugal.

## História
Foi deslocado depois de 1963, erguendo-se hoje no largo a que dá o nome, no centro da povoação.
Encontra-se classificado como Imóvel de Interesse Público pelo Decreto nº 23.122 de 11 de outubro de 1933.

## Características
Este pelourinho assenta num soco de três degraus quadrados com bastante altura, lisos, e de bordo saliente. Primitivamente possuía base quadrada bastante elevada assutada no topo e com pequena plataforma. Eram quatro os colunetos que protegiam esta base.